# 亨特利 (內布拉斯加州)
亨特利（英語：Huntley）是位於美國內布拉斯加州哈倫縣的村。

## 人口
根據2020年美國人口普查的數據，亨特利的面積為0.96平方千米，皆為陸地。當地共有人口33人，而人口密度為每平方千米34人。